# Васил Кузманов
Васил Калоферов Кузманов е български футболист, вратар. Играе за Левски (Карлово).
Роден е на 29 юли 1977 г. в Пловдив. Висок е 185 см и тежи 79 кг. Играл е за Борислав (Първомай), Спартак (Пловдив), ВВС Пловидв, Прослав, Конуш, Розова долина, Олимпик-Берое, Рилски спортист, Сатурн (Скутаре), Марица, Секирово (Раковски), Чепинец и Хебър,Горубсо, Любимец, Левски Карлово Хасково, Родопа, А група има 7 мача. Четвъртфиналист за купата на страната през 1996 г. със Спартак (Пд) и през 2005 г. с Хебър.

## Статистика по сезони
- Борислав – 1995/пр. - В група, 12 мача
- Спартак (Пд) – 1995/96 – А група, 4 мача
- Прослав – 1996/97 – Б ОФГ, 17 мача
- Конуш – 1997/ес. - А ОФГ, 9 мача
- Борислав – 1998/пр. - В група, 16 мача
- Борислав – 1998/ес. - В група, 14 мача
- Розова долина – 1999/пр. - В група, 15 мача
- Олимпик-Берое – 1999/ес. - А група, 3 мача
- Рилски спортист – 2000/пр. - В група, 6 мача
- Сатурн – 2000/ес. - А ОФГ, 18 мача
- Марица – 2001/пр. - В група, 15 мача
- Секирово (Рк) – 2001/ес. - В група, 12 мача
- Спартак (Пд) – 2002/пр. - В група, 14 мача
- Спартак (Пд) – 2002/03 – В група, 29 мача
- Чепинец – 2003/04 – В група, 28 мача
- Хебър – 2004/05 – В група, 30 мача
- Хебър – 2005/06 – Западна Б група, 6 мача
- Хебър – 2006/07 – Западна Б група, 23 мача
- ФК Горубсо  – 2007/2008, 33 мача
- ФК Любимец – 2008/2009, 27 мача [Б-Източна]
- ФК Любимец – 2009/2010, 21 мача [Б-Източна]
- ФК Любимец – 2010 – 2011, 5 мача
- ФК Раковски – В група, 2011 – 2012, 19 мача
- ФК Левски Карлово – [2012 – 2013], В група, 2012 – 2014, 39 мача
- ФК Верея – 2014 играещ треньор на вратарите
- ФК Борислав Първомай – 2015 16мача
- ФК Левски Карлово – 2016 –Б група, 2мача – играещ треньор на вратарите...
- ФК Борислав Първомай – 2017, 17 мача
- ФК Раковски – В група – 2017 – 2018, 23 мача
- ФК Хасково – 2018 – 2019 13 мача. Ф К Родопа-2019-4мача 2019-2021 Фк.Садово-31 мача2021-2023-ФК.Балкан-Варвара-27 мача.2023-фк.Харманли-31мача

.Кариера като треньор на вратари:ФК.Раковски-2011-2012 ФкЛевски Карлово-2012-2013 ФК.Верея-Стара Загора-2014-2015 ФК.Левски Карлово-Втора лига 2016 фк,Спартак Пловдив–юноши март–август 2018 фкЛион -юношиПловдив–2017–до днес...фк Хебър– юноши юли 2019 –до Юли 2024 ПФК.Локомотив Пловдив 2-Юли-Декември2024